# China Post
China Post, vollständiger Name China Post Group Corporation, ist das staatliche Unternehmen, das den offiziellen Postdienst Chinas betreibt. Das Unternehmen ist für alle Gebiete der Volksrepublik China zuständig, nicht jedoch für die Sonderverwaltungszonen Hongkong und Macau, die ihren eigenen Postdienst haben. Das Staatsunternehmen teilt ihr Amt offiziell mit der State Post Bureau, einer Unteraufsichtsbehörde, die die nationale Postbranche reguliert, einschließlich der China Post Group. Die China Post Group ist in acht Abteilungen mit verschiedenen Kompetenzen eingeteilt. 2023 belegte die China Post Group Platz 83 in der Liste der weltweit größten Unternehmen nach Umsatz und zählt mit 728.776 Mitarbeitern zu den größten Arbeitgebern weltweit.
Der heutige Postdienst der Volksrepublik China wurde 1949 gegründet. Er löste 1949 die Chunghwa-Post auf dem chinesischen Festland sowie 1972 den Weltpostverein ab. Er wurde früher vom Ministerium für Post und Telekommunikation verwaltet. China Post wird derzeit direkt vom State Post Bureau der VR China überwacht, das die Gesamtverantwortung für die Regulierung des Postdienstes in China trägt. Das State Post Bureau ist eine Agentur, die dem Ministerium für Informationsindustrie der Volksrepublik China Bericht erstattet.
Die China Post betreibt zu dem Postdienst noch eine Airline (China Postal Airlines), eine Bank (Postal Savings Bank of China) und eine Supermarktkette (Post Mart).

## Bilder

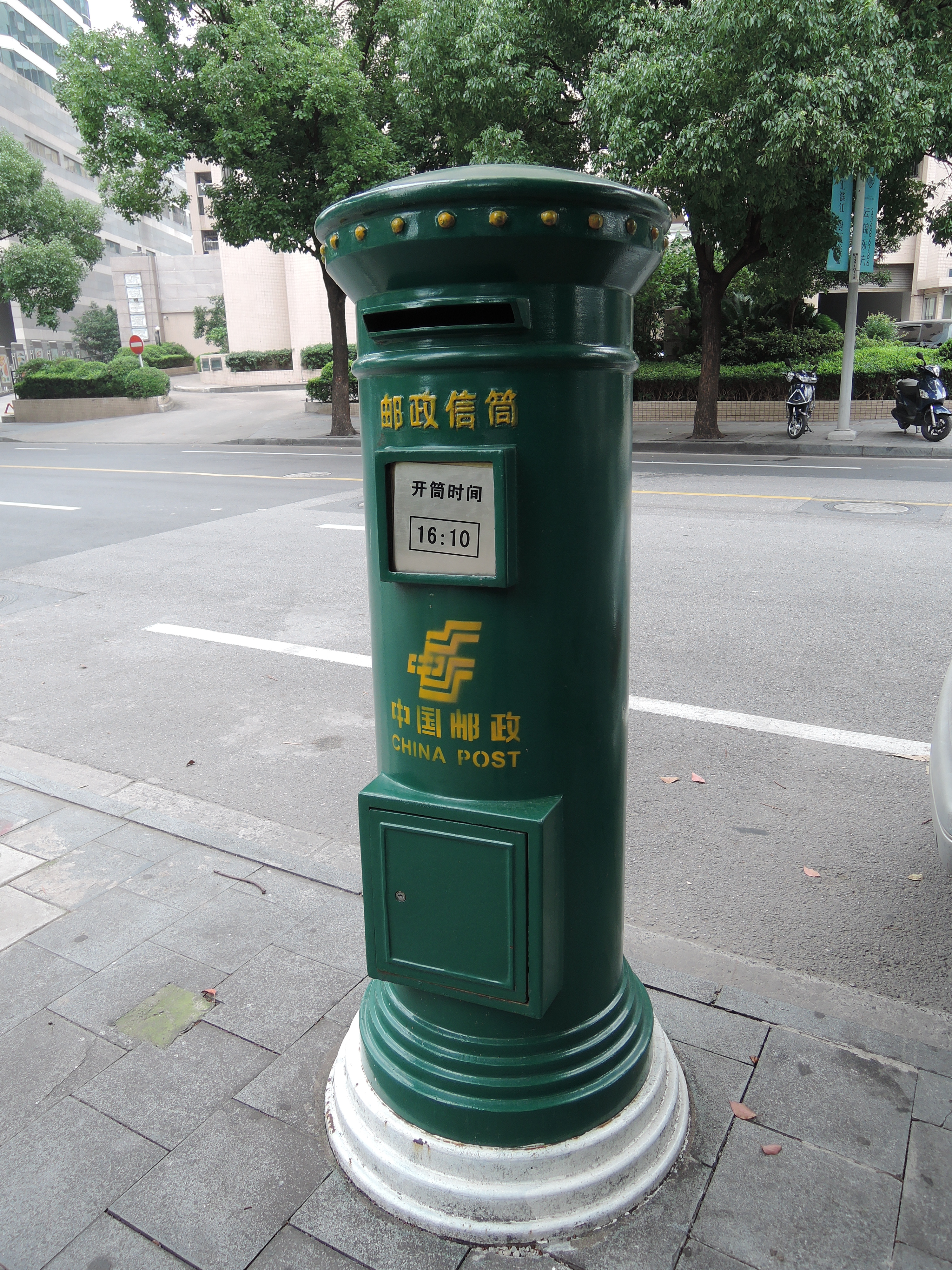
Briefkasten in Shanghai
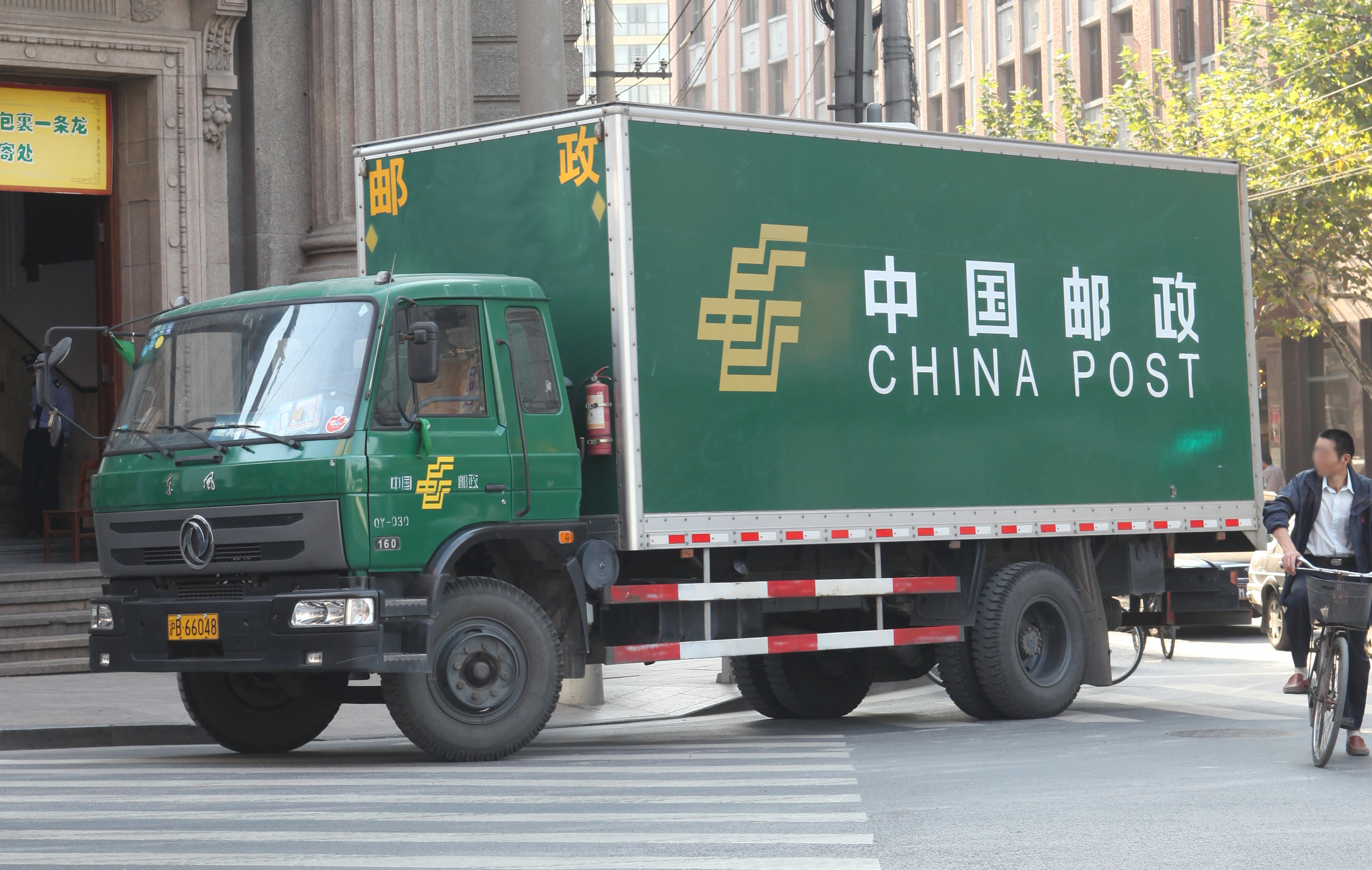
Dongfeng Lastwagen der chinesischen Post
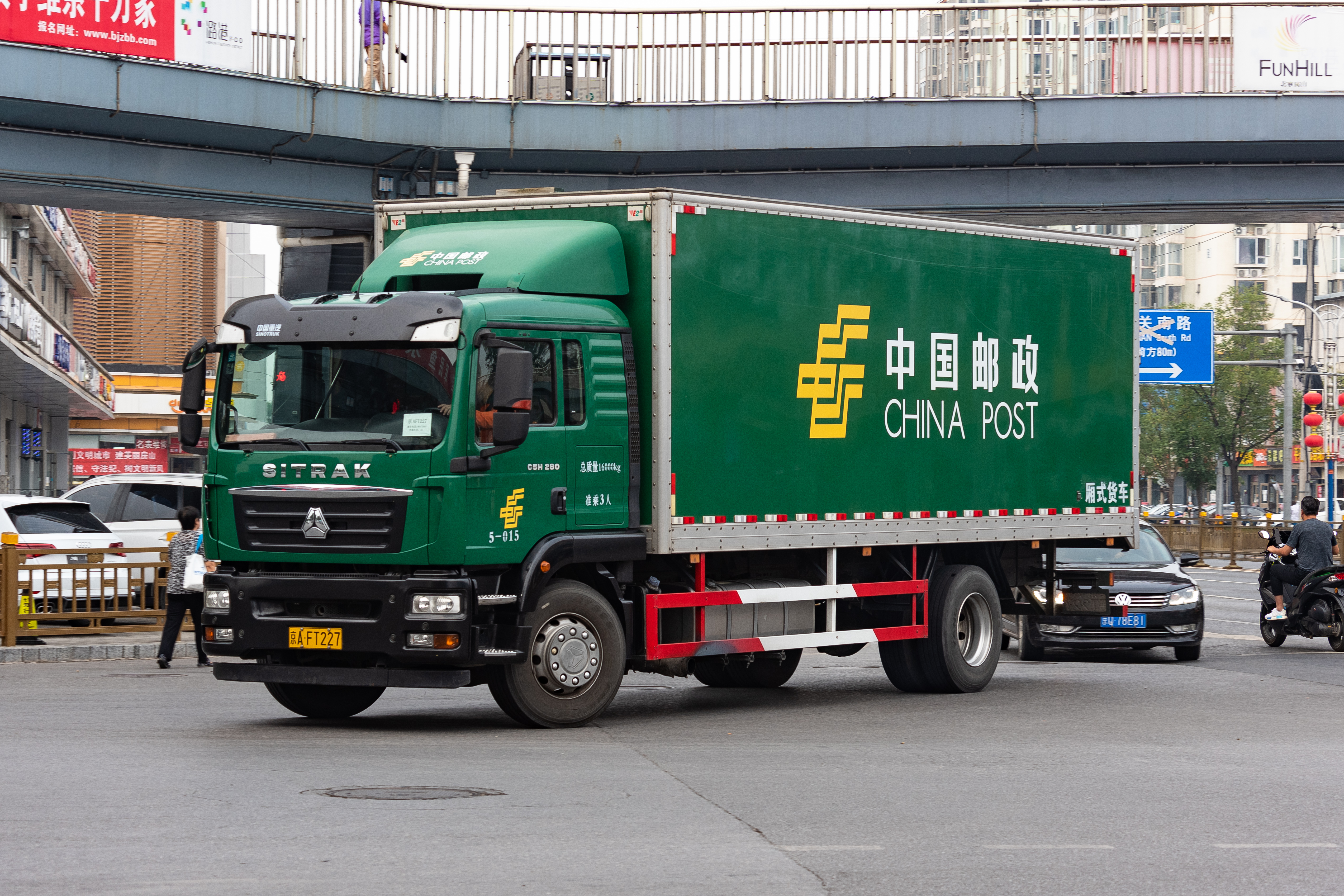
Sitrak Lastwagen der China Post
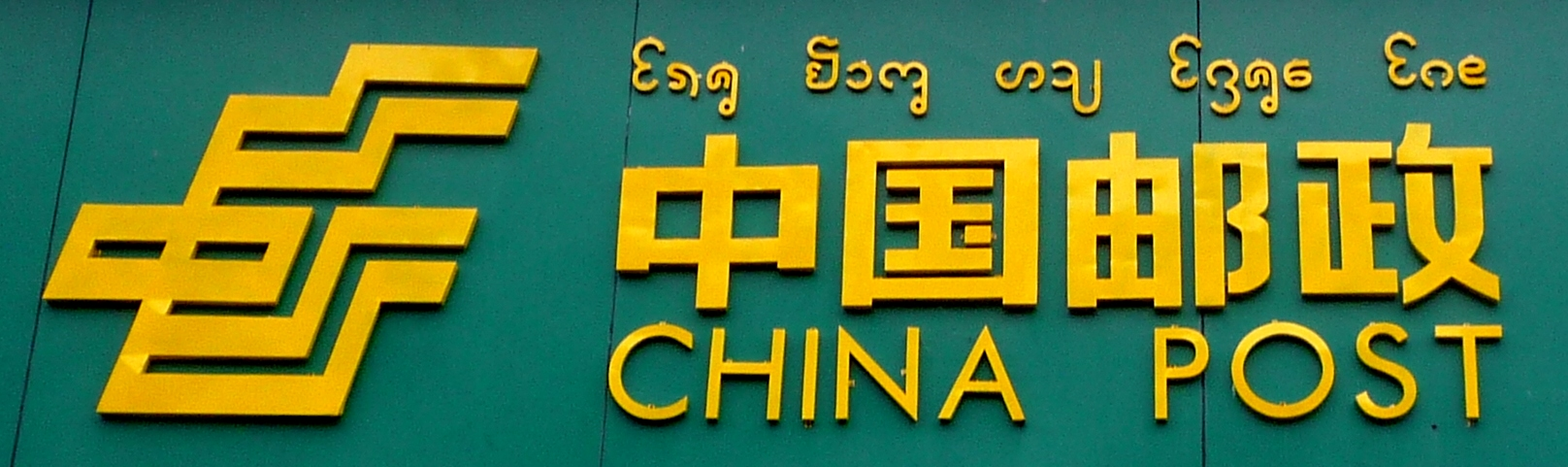
Logo der China Post